# КАМАЗ-5360
КАМАЗ-5360 — крупнотоннажный грузовой автомобиль, выпускающийся Камским автомобильным заводом (КАМАЗ) с 2004 года.

## Описание
Первый опытный образец КАМАЗ-5360 был представлен в 1996 году с кабиной, идентичной DAF 95. Серийно КАМАЗ-5360 выпускается с 2004 года с собственной кабиной. Прародителем стал КАМАЗ-5320.
С сентября 2005 года автомобиль стал называться КАМАЗ-53605 (первый прототип был представлен на Московском международном автосалоне). Изначально он выпускался только под видом самосвала, в настоящее время выпускаются также шасси для установки различных надстроек. В то же время начались официальные продажи автомобилей. Водомёт «Шторм» также выпускается на шасси 53605. Сборка самосвалов организована на НЕФАЗе.

## Моторизация
Изначально КАМАЗ-5360 оснащался 10,85-литровым восьмицилиндровым дизельным двигателем КАМАЗ-740 мощностью 191 кВт (280 л. с.). Нынешняя модификация КАМАЗ-53605-А4 оснащена 6,7-литровым рядным шестицилиндровым дизельным двигателем Cummins ISB6.7e4 300 мощностью 219 кВт (298 л. с.).

## Галерея

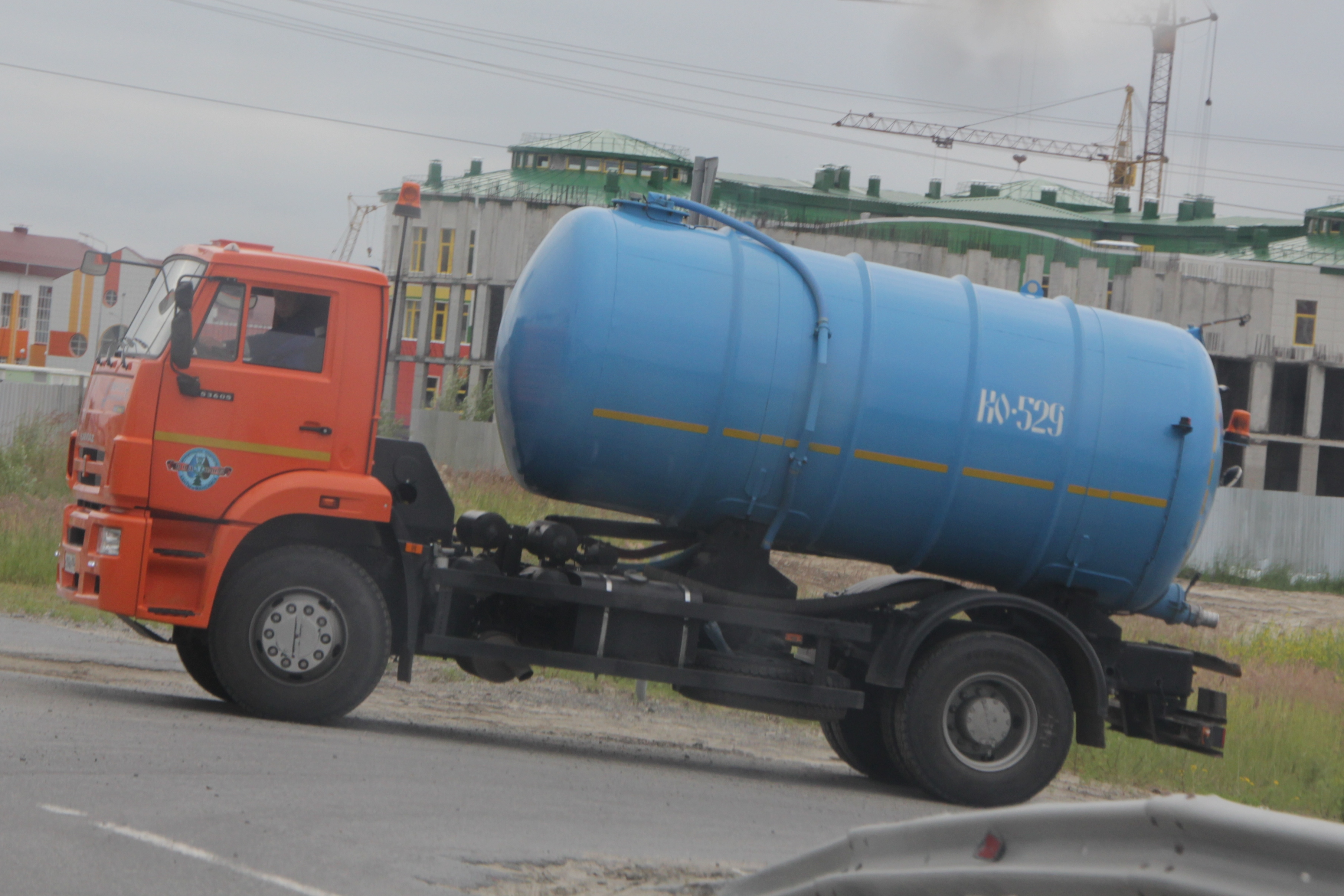
Автоцистерна КО-529 (2014)
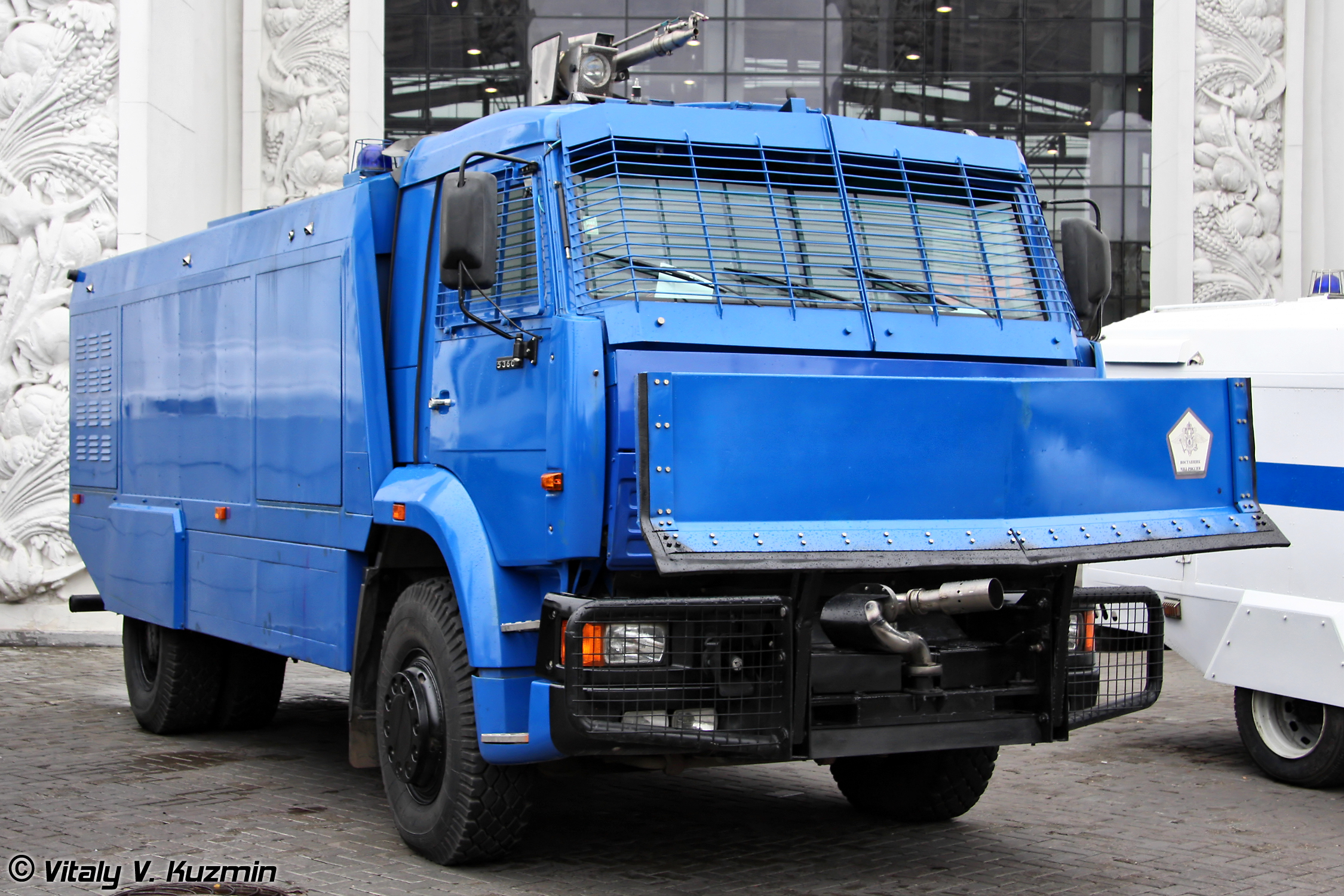
Водомёт «Штурм» (2010)
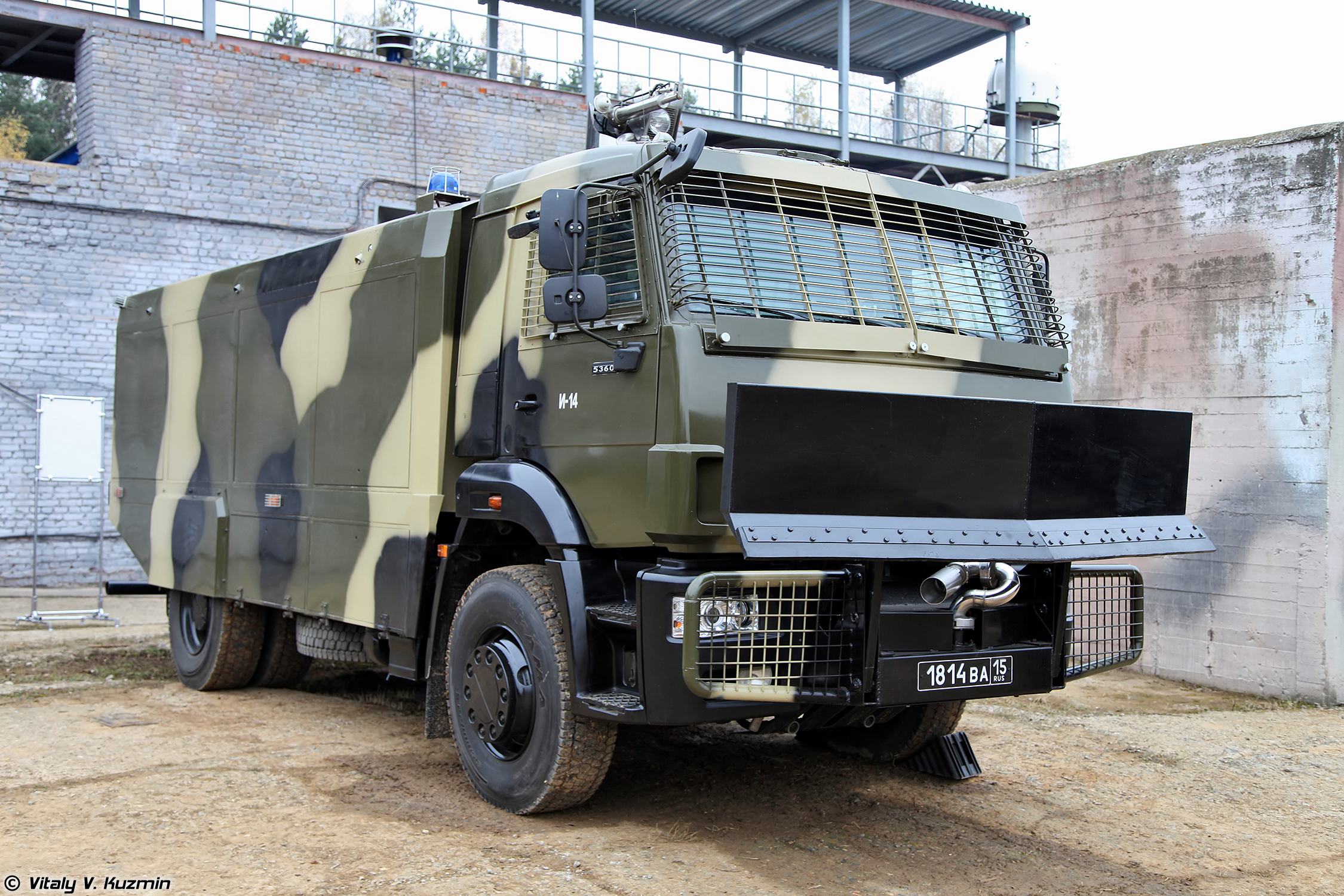
Водомёт «Штурм» в военном исполнении (2015)
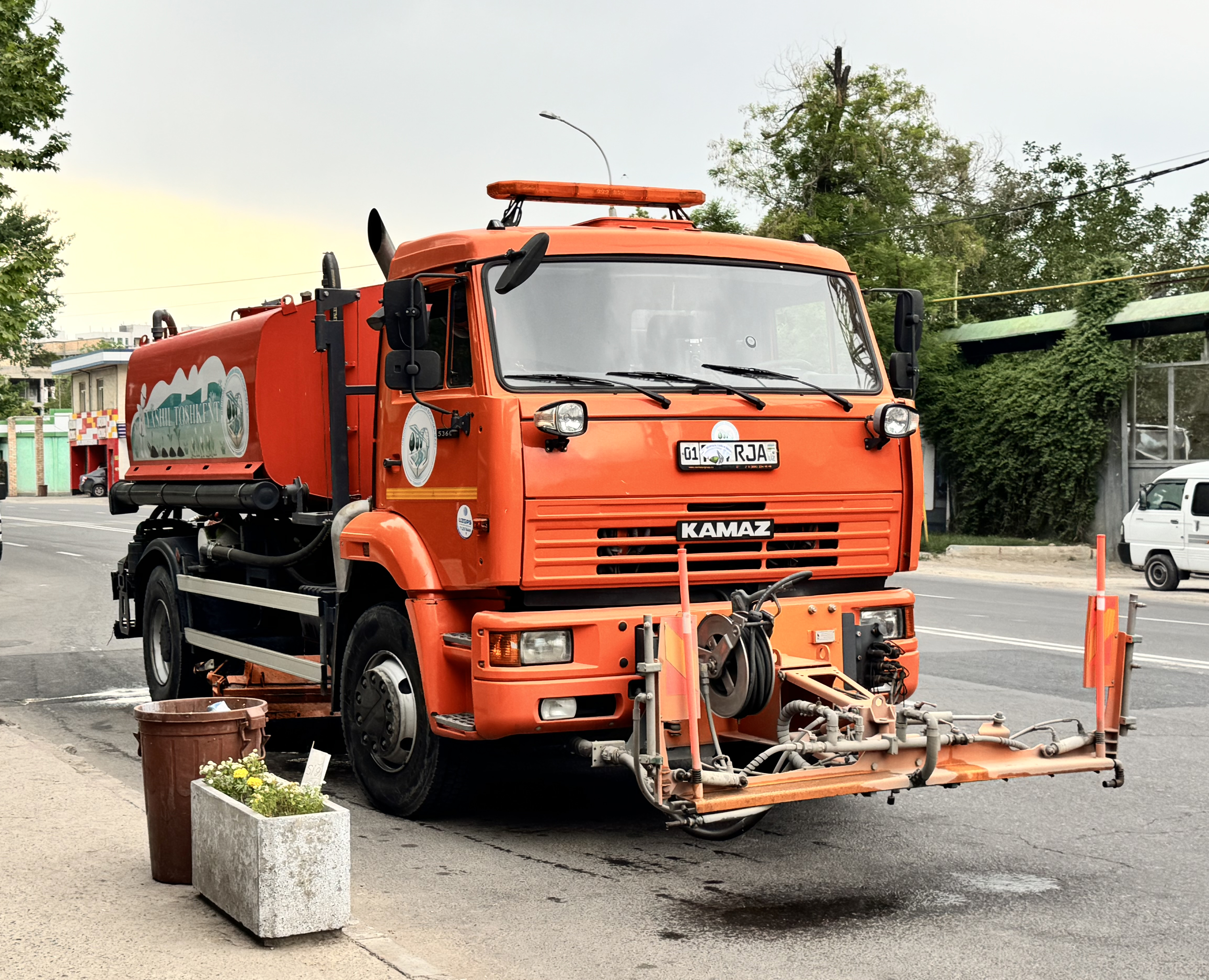
Комбинированный вариант